# 고마가미네역
고마가미네역(일본어: 駒ヶ嶺駅)은 일본 후쿠시마현 소마군 신치정에 있는 동일본 여객철도(JR동일본)의 철도역이다.

## 역 구조
2면 2선 구조의 지상역이다. 승강장과 역사는 과선교로 이어져 있다.

### 승강장
| 1 | ■ 조반선(하행) | 이와누마 · 센다이 방면          |
| 2 | ■ 조반선(상행) | 소마 · 히라노마치 · 이와키 방면 |

## 역세권 정보
- 국도 제6호선
- 국도 제113호선
- 소마 항
- 신치 발전소

## 역사
- 1952년 7월 10일: 영업 개시.
- 1987년 4월 1일: 민영화에 따라 동일본 여객철도의 소속이 되었다.
- 2009년 3월 14일: 스이카를 도입.
- 2011년 3월 11일: 동일본 대지진으로 영업 중단.
- 2016년 12월 10일: 영업 복귀.[1]

## 인접역
| 동일본 여객철도 조반선 | 동일본 여객철도 조반선 | 동일본 여객철도 조반선 |
| ---------------------- | ---------------------- | ---------------------- |
| 소마 하라노마치 방면   | ■ 보통                 | 신치 센다이 방면       |